# Parachernes cocophilus
Espèce
Synonymes
- Chelifer cocophilus Simon, 1901

Parachernes cocophilus est une espèce de pseudoscorpions de la famille des Chernetidae.

## Distribution
Cette espèce se rencontre en Malaisie, en Thaïlande, au Viêt Nam, au Sri Lanka et en Guinée équatoriale.

## Description
L'holotype mesure 4 mm.

## Publication originale
- Simon, 1901 : On the Arachnida collected during the Skeat expedition to the Malay Peninsula. Proceedings of the Zoological Society of London, vol. 1901, no 2, p. 45-84 (texte intégral).